# Daniel Sundén-Cullberg
Daniel Sundén-Cullberg (ur. 6 kwietnia 1907 w Sztokholmie, zm. 27 stycznia 1982 w Veinge) – szwedzki żeglarz, olimpijczyk, zdobywca brązowego medalu w regatach na Letnich Igrzyskach Olimpijskich w 1932 roku w Los Angeles.

## Kariera sportowa
Na Letnich Igrzyskach Olimpijskich 1932 zdobył brąz w żeglarskiej klasie Star. Załogę jachtu Swedish Star tworzył z nim Gunnar Asther.